# Lamorlaye
Lamorlaye é uma comuna francesa na região administrativa de Altos da França, no departamento de Oise. Estende-se por uma área de 15,34 km². Em 2010 a comuna tinha 9 054 habitantes (densidade: 590,2 hab./km²).